# Волохівська сільська рада
Воло́хівська сільська́ ра́да — адміністративно-територіальна одиниця та орган місцевого самоврядування в Вовчанському районі Харківської області. Адміністративний центр — село Волохівка.

## Загальні відомості
- Волохівська сільська рада утворена в 1917 році.
- Територія ради: 59,764 км²
- Населення ради: 770 осіб (станом на 2001 рік)
- Територією ради протікає річка Вовча.

## Населені пункти
Сільській раді були підпорядковані населені пункти:
- с. Волохівка
- с. Бочкове
- с. Караїчне

## Склад ради
Рада складалася з 16 депутатів та голови.
- Голова ради: Чугун Інна Олексіївна
- Секретар ради: Бондаренко Лілія Олексіївна

### Керівний склад попередніх скликань
| Прізвище, ім'я, по батькові | Основні відомості                                                 | Дата обрання | Дата звільнення |
| --------------------------- | ----------------------------------------------------------------- | ------------ | --------------- |
| Третьяк Іван Леонідович     | Сільський голова, 1981 року народження, безпартійний              | 26.03.2006   | 31.10.2010      |
| Чугун Інна Олексіївна       | Сільський голова, 1969 року народження, освіта вища, позапартійна | 31.10.2010   |                 |

Примітка: таблиця складена за даними сайту Верховної Ради України

### Депутати
За результатами місцевих виборів 2010 року депутатами ради стали:

#### За суб'єктами висування
| Суб'єкт висування                 | Кількість обраних депутатів | %    |
| --------------------------------- | --------------------------- | ---- |
| Партія регіонів                   | 13                          | 81,3 |
| Народна партія                    | 2                           | 12,5 |
| Політична партія «Сильна Україна» | 1                           | 6,3  |

#### За округами
| № округу                          | Прізвище, ім'я, по батькові        | Дата визнання обраним | Освіта  | Партійна приналежність                  | Відомості про обраного депутата                      |
| --------------------------------- | ---------------------------------- | --------------------- | ------- | --------------------------------------- | ---------------------------------------------------- |
| Народна Партія                    |                                    |                       |         |                                         |                                                      |
| 3                                 | Погоріла Лідія Михайлівна          | 03.11.2010            | вища    | член Народної партії                    | Чайківська дільнича лікарня ветмедицини, завідувачка |
| 11                                | Уварова Лариса Миколаївна          | 03.11.2010            | вища    | позапартійна                            | ПСП «Істок», головний бухгалтер                      |
| Партія регіонів                   |                                    |                       |         |                                         |                                                      |
| 1                                 | Купіна Олена Анатоліївна           | 03.11.2010            | вища    | позапартійна                            | Волохівська загальноосвітня школа, вчитель           |
| 2                                 | Душена Ірина Олексіївна            | 03.11.2010            | вища    | позапартійна                            | Волохівська загальноосвітня школа, вчитель           |
| 4                                 | Будніченко Віта Адамівна           | 03.11.2010            | вища    | позапартійна                            | тимчасово не працює                                  |
| 5                                 | Вакулнеко Олена Михайлівна         | 03.11.2010            | вища    | позапартійна                            | тимчасово не працює                                  |
| 6                                 | Темна Вікторія Володимирівна       | 03.11.2010            | вища    | член Партії регіонів                    | Волохівське відділення зв'язку, начальник            |
| 7                                 | Бондаренко Лілія Олексіївна        | 03.11.2010            | вища    | позапартійна                            | Волохівська сільська рада, спеціаліст                |
| 8                                 | Уварова Ольга Юхимівна             | 03.11.2010            | середня | позапартійна                            | Волохівський ФП, молодша медсетсра                   |
| 9                                 | Уваров Олександр Петрович          | 03.11.2010            | середня | член Партії регіонів                    | тимчасово не працює                                  |
| 12                                | Чичеріна Віра Андріївна            | 03.11.2010            | вища    | член Партії регіонів                    | Волохівська сільська рада, головний бухгалтер        |
| 13                                | Груздо Людмила Григорівна          | 27.12.2010            | середня | позапартійна                            | пенсіонер                                            |
| 14                                | Желябовський Олександр Миколайович | 03.11.2010            | середня | позапартійний                           | Фабрика «Рассвет», робітник                          |
| 15                                | Черниченко Людмила Іванівна        | 03.11.2010            | вища    | позапартійна                            | тимчасово не працює                                  |
| 16                                | Груздо Вікторія Василівна          | 03.11.2010            | вища    | член Партії регіонів                    | Волохівське відділення зв'язку, листоноша            |
| Політична партія «Сильна Україна» |                                    |                       |         |                                         |                                                      |
| 10                                | Волянська Ольга Вікторівна         | 03.11.2010            | вища    | член Політичної партії «Сильна Україна» | Вовчанська школа-інтернат № 5, вихователь            |